# Beauvechain Air Base
Beauvechain Air Base är en flygbas i Belgien.   Den ligger i provinsen Vallonska Brabant och regionen Vallonien, i den centrala delen av landet, 30 kilometer öster om huvudstaden Bryssel. Beauvechain Air Base ligger 103 meter över havet.
Terrängen runt Beauvechain Air Base är platt. Runt Beauvechain Air Base är det ganska tätbefolkat, med 166 invånare per kvadratkilometer.. Närmaste större samhälle är Leuven, 14,6 kilometer norr om Beauvechain Air Base. 
Trakten runt Beauvechain Air Base består till största delen av jordbruksmark.